# 仁宗 (朝鮮王)
仁宗（インジョン、じんそう、1515年3月10日 - 1545年8月8日）は、李氏朝鮮の第12代国王（在位：1544年 - 1545年）。諱は峼（山偏に告）。字は天胤。諡は栄靖献文懿武章粛欽孝大王。
父は第11代国王中宗、母は章敬王后尹氏。朝鮮王朝の歴代君主中、最も在位期間が短い君主として知られる。

## 経歴
中宗と章敬王后尹氏の子として1515年に誕生。同母姉に孝恵公主、異母弟に明宗らがいる。1520年に王世子に冊立され、1522年に成均館に入学して儒学を修めた。
彼は静かな性格で兄弟愛が強く、姉の孝恵公主が死去した際には悲しみで病床に臥し、中宗が病気になると自ら毒味し、冬の寒さの中で沐浴斎戒して夕方から明け方まで父の回復を祈った。しかし、義理の母の文定王后尹氏は意地悪く猜疑心の強い女性であったため、仁宗を非常に苦しめ、何度も火事などで殺されそうになる。
1544年11月に中宗の薨去に伴い即位し、父が在世中に改革を試みたが果たせず、遺物として残っていた宮中の腐敗を撤廃しようと試みた。その中には中宗時代に趙光祖の提案によって設置され、一度は廃止されていた賢良科（科挙によらない人材登用制度）の復活も含まれる。しかし生来父に輪を掛けて病弱であった仁宗は、在世中も病のために、十分には政務を果たすことができなかった。
1545年、即位から8ヶ月後に薨去した。陵墓である孝陵が京畿道高陽に設けられた。死後、異母弟である慶源大君が第13代国王明宗として即位した。
仁宗が手がけようとした政治改革は、多くの家臣たち、特に仁宗の義理の母の文定王后の弟の尹元衡に警戒された。仁宗の死後、実母の章敬王后の兄である尹任をはじめとする「大尹派」と、文定王后の兄である尹元老・尹元衡をはじめとする「小尹派」との勢力争いが起こり、敗れた尹任は1545年に賜死された（乙巳士禍）。

## 家系
- 祖父: 成宗（1457年 - 1495年）
- 祖母: 貞顕王后尹氏（1462年 - 1530年）
- 父: 中宗（1488年 - 1544年）
- 嫡母: 文定王后尹氏（1501年 - 1565年）
- 実母: 章敬王后尹氏（1491年 - 1515年）
- 姉: 孝恵公主（1511年 - 1531年）

### 宗室
- 王妃：仁聖王后朴氏（本貫は潘南朴氏。1514年 - 1578年） - 錦城府院君朴墉（パク・ヨン）の娘
  - 子女なし
- 後宮：淑嬪尹氏（朝鮮語版）（本貫は坡平尹氏。生没年不明） - 文定王后の兄の尹元亮の娘
  - 子女なし
- 後宮：恵嬪鄭氏（朝鮮語版）（本貫は慶州鄭氏。生没年不明）
  - 子女なし
- 後宮：貴人鄭氏（朝鮮語版）（本貫は延日鄭氏。1520年 - 1566年） - 詩人鄭澈の長姉
  - 子女なし
- 後宮：良娣尹氏
  - 子女なし

## 中宗～宣祖の略系図
```
　11
中宗
━┳12
仁宗

          ┣13
明宗

          ┗
徳興大院君
━━14
宣祖
```

## 仁宗が登場する作品
テレビドラマ
- 女人天下（2001年-2002年、SBS） - 演チョン・テウ（子役時代はクォン・オミン）
- 宮廷女官チャングムの誓い（2003年-2004年、MBS）
- 天命（2013年、KBS） - 演イム・スロン
- 師任堂、色の日記（2017年、SBS） - 演ノ・ヨンハク